# Catherine Csebits
Catherine Csebits (* 3. Februar 1999 in Basel) ist eine Schweizer Handballnationalspielerin.

## Karriere
Catherine Csebits spielte anfangs im Jugendbereich der SG ATV/KV Basel und gehörte in der Saison 2015/16 dem Damenkader an. In der Saison 2015/16 wurde die Rückraumspielerin mit dem Swiss Handball Award Publikumsliebling SPL ausgezeichnet. In der Saison 2016/17 besuchte Csebits die Handballakademie des dänischen Vereins SK Aarhus, für deren Nachwuchsteam sie auflief. Weiterhin trainierte sie bei der Profimannschaft von SK Aarhus mit. In der Saison 2017/18 spielte sie für den Schweizer Erstligisten LK Zug. Anschliessend wechselte Csebits zum deutschen Bundesligisten TV Nellingen. Csebits erlitt in der Saisonvorbereitung einen Ermüdungsbruch im rechten Fuss, wodurch sie die ersten Spiele der Saison ausfiel. Nach ihrer Genesung lief sie Anfang 2019 erstmals für Nellingen auf. In ihrer zweiten Partie zog sie sich einen Muskelfaserriss in der Schulter zu und fiel wiederum aus. Csebits war ab dem Rückzug von Nellingen aus der Bundesliga am Saisonende 2018/19 vereinslos. Nach einer Saison ohne Handball kehrte Catherine Csebits zurück in die Schweizer SPL1 und läuft seit der Spielzeit 2020/21 für die Spono Eagles aus Nottwil auf. Mit Spono gewann sie 2022 die Schweizer Meisterschaft.
Catherine Csebits bestritt bisher 9 Länderspiele für die Schweizer Auswahl, in denen sie 11 Treffer erzielte.